# 國立政治大學學生會

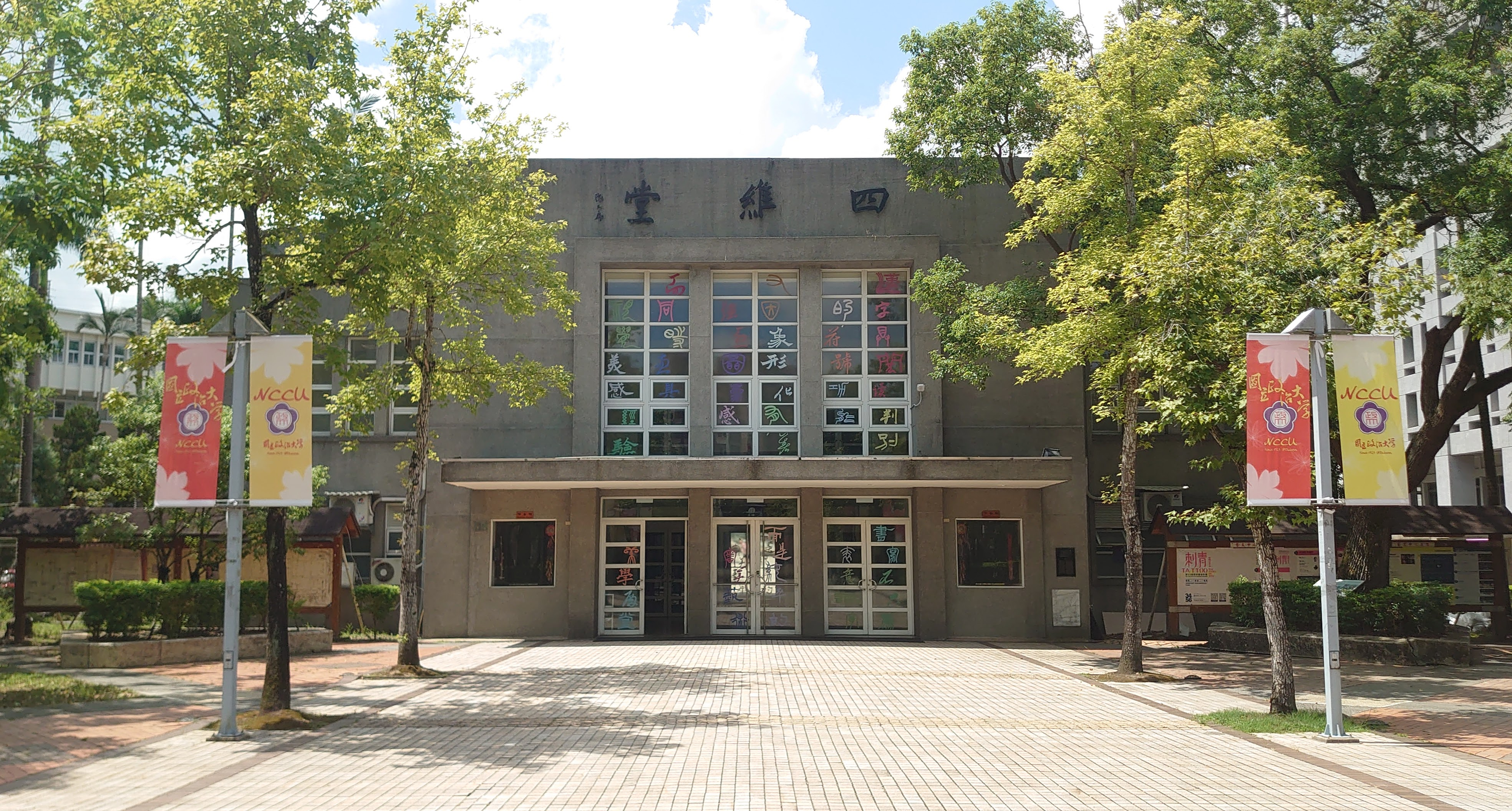
學生會辦公室位於四維堂

國立政治大學學生會，簡稱政大學生會（英語：National Chengchi University Student Association，簡稱 ）是國立政治大學的學生自治組織，為臺灣學生聯合會會員。下設幹事會（行政權）、學生議會（立法權）、評議會（類司法權）三個部門，以三權分立模式運作。另設有四個獨立單位，分別為會計單位、選舉委員會、編輯單位（政大學聲）與研究生學會。

## 歷史與定位
政大學生會的前身為「學生代表聯席會議」（簡稱「代聯會」），1990年以前由全校大學部所有班代表、系代表組成，每學期期初、期末舉行大會，於期末大會推選總幹事一人籌組幹事會，任期一學期。1990年修正組織章程，將「代聯會」改為「學生會」，原本間接選舉產生的總幹事改為由全校大學部學生直選產生的會長。第一屆會長為政治系學生張簡維哲。
1999年改組、2000年開始為三權分立的學生會。
在第十三屆以前，學生會僅包含大學部學生，和國立政治大學研究生學會為分立之組織；然而，為符合大學法第33條第2項之規定，第十二屆學生議會於第二會期第二次臨時會上修正組織章程，納入全校具學籍之學生，惟研究生學會之未來尊重其決定。
學生會在校內的角色，是學生表達集體意識與態度的窗口。在教務方面，諸如選課、課程開設等，學生有各種想法都可以透過學生會與學校溝通；在學務相關方面，諸如住宿、社團活動等，學生也可以藉由學生會向學校提出意見並獲得支援。而在學生本身來說，學生會是學生的領導與代表，有義務與責任用更前瞻的視野帶領他們思考之所以成為大學生的意義。政大學生會的立場在於維護全校學生的權益及福利，並舉辦各項大型活動。

## 事件與活動
- 2007年：政大選舉學生會自治會長，選了三次都因投票率不足15％門檻，學生參與率過低而選不出學生會長，運作多年的政大學生會暫停運作，沒有學生會長，只有學生議會代表。[5]
- 2008年：總統選舉後，政大教評會原決定不續聘於選前批評馬英九的前教育部主秘、政大公行系助理教授莊國榮，受到各界質疑，政大學生會發表聲明，質疑校教評會未徵詢受教學生意見，不續聘案有影響學生受教權之虞，因為公行系學生表示，莊國榮在教學表現上獲正面評價，同時，校方只以家長、校友、關心人士意見為依據，「嚴重忽略學生參與校務的權利」。[6][7]
- 2011年：針對司法院大法官釋憲放寬學生可提行政訴訟之範圍不再侷限於被退學或開除學籍者，政大學生會會長表示此舉更能保障學生的權益。[8]
- 2011年：時任政大學生會會長林家興因四校演唱會虧損一事而遭提出彈劾，終因程序問題而打住。[9]
- 2011年：邀請前民主進步黨主席施明德、六四民主運動領袖王丹談論大學生與學生運動/社會運動的關係。[10]
- 2012年：政大學生會與國立臺灣師範大學、國立清華大學、國立交通大學等二十餘所大專院校學生會籌組成立「臺灣北部大專院校學生會聯盟」（簡稱「北學聯」），藉由串聯北臺灣（台北市、新北市、基隆市、宜蘭縣、桃園縣、新竹縣、苗栗縣）各校學生會，提升學生自治力量，建構共同為議題發聲、合辦活動的平台，推動「校園民主」觀念，讓臺灣學生會的地位和作用能有良性發展。[11]北學聯會長兼召集人、前政大學生會長林家興表示「在學校決策的結構中，學生並沒有獲得足夠的代表權」，無論是學校還是政府，都未能對民主法治社會的訓練應從大學時期開始，有足夠認知。學生是學校的主體，應該懂得為自己發聲，也有被聽見的權利。時任政大學生會會長林威呈表示，學生自治不是洪水猛獸，如同老師可藉由教師會對教師評鑑方式提出異議，學生也應該具有該有的基礎公民權利。[12]
- 2012年5月30日：國立政治大學第十三屆學生會會長選舉出爐，國際經營與貿易學系四年級的葉茂盛當選，投票率只有約5％，反對票卻有一百餘票，代表性備受爭議。[13]
- 2012年10月26日：與政大校友會合辦政大三十大講堂系列講座，首邀姚明到校演講。[14]
- 2012年12月1日：重新改良的政大學聲系列刊物出第一版[15]
- 2013年：政大學生會會長葉茂盛因未盡幹事會至議會大會備詢之義務，遭學生議會提起糾正案。[16]
- 2013年10月25日：會長政治三褚映汝表示，學生會為回歸「學生自治」的本質，並考量今年校務發展與學生權益的關係較大，因此希望能夠獨立運作，站在學校老師、行政人員以外，公正第三方的立場，審慎處理所有與學生以及校務相關的事情，因此從這學期開始不再續聘指導老師。[17]
- 2016年：第十六屆政大學生會長陳億霖與副會長林杰民第一次以學生會名義舉辦政治性活動，聯合台大、東吳、陽明、清大、中央、成大學生會，七校共同舉辦總統候選人與青年對談講座，邀請朱立倫、宋楚瑜、陳建仁一同探討各種青年議題。[18]
- 2017年：第十八屆政大學生會正副會長選舉由登記第三號的白家嘉、阮以理以1985票57.01%的得票率，擊敗第二次參選的林富睿、廖佳儀（1020票，得票率29.29%）以及前雲林縣長張榮味及現任縣長張麗善之姪張易甦、林博宇（477票，13.7%），三組候選人共同創造了22.38%的投票率，寫下近代政大學生自治史上投票率最高的新歷史。
- 2018年6月13日至6月15日：政大校長選舉投票首次在第二階段同意權投票，納入10%的學生代表，於814名代表中有81席學生代表，為大學校長遴選史上最高比例的學生參與。[19]
- 2018年：第十九屆政大學生會正副會長選舉由反課綱運動學生朱震搭擋王庭顥同額競選，總共獲得764票同意票（73.75%），並且有272票反對票（26.25%），將近三成的反對票，也促使修改選舉制度的討論再起。截止目前為止，因為學務以及教務會議未到，以及會費失竊事件督導不周，遭到學生議會提起2次糾正案。
- 2019年4月：政大學生會、政大野火社與臺大學生會因兩校內皆由學生自發性發起「轉臺運動」引發社會大眾關注，三個學生單位因而共同發起「青年抵制假新聞陣線」[20]，要求媒體應負起社會責任，避免播報未經查證之不實新聞或過度偏頗之造神新聞傷害社會。發起連署在24小時內即破1萬人連署。
- 2019年6月：由學生會、校務會議代表在校務會議提案的廢除學業退學制度正式通過，是繼臺師大後全國第二個廢除退學制度的學校。
- 2019年：第二十屆政大學生會正副會長選舉由柯嘉偉搭檔李科嫻，以931票75.08%的得票率當選。同年9月4日舉行108學年度新生訓練時，學生會長柯嘉偉上台致詞引用名言「如果你用爬樹的能力評斷一條魚，牠將終其一生覺得自己是個笨蛋」，配圖使用時任高雄市市長韓國瑜先前視察登革熱防治作業，爬樹查看積水的照片，引發熱議。[21]
- 2020年6月：政大學生會會長柯嘉偉針對罷韓作出評論，遭韓粉圍攻，怒嗆：「大家看著辦」。
- 2020年9月：政治大學校長郭明政昨日歡迎捷克參議院議長韋德齊時說出，「400年前的台灣社會，還是衣不蔽體的原始社會」，學生會嚴譴責校長的無知史觀，並要求為其失言公開道歉。

## 組織架構

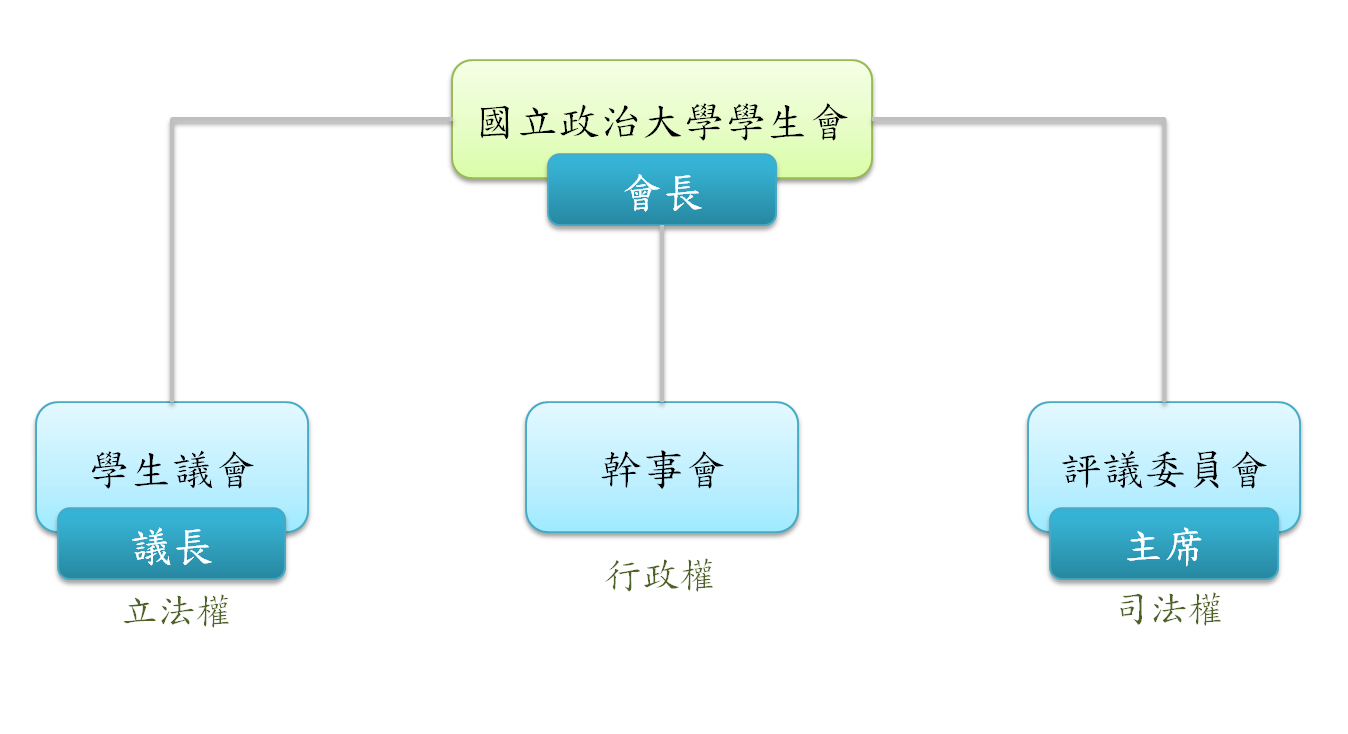
國立政治大學學生會採三權分立架構

根據《國立政治大學學生會組織章程》，凡具備國立政治大學正式學籍的所有在學學生，皆為當然會員。
學生會的正副會長由會員直選，對外代表學生會，對內領導幹事會（行政部門）綜理學生會的各項業務。學生議會（立法部門）由會員直選的學生議員組成，負責監督學生會長及幹事會、並代表學生出席校內各項重要會議。申訴評議委員會（司法部門）為任務型機構，成員由學生會長提名、經學生議會同意後任命，負責統一解釋學生會法規、並仲裁會務糾紛。

### 幹事會

#### 常設部門
秘書部
主要負責學生會內部行政業務，協助執行會長與副會長工作及學生會規劃意見的需要。其年度慣例承辦活動為系學會暨社團補助、全校性學生自治組織成果競賽暨觀摩活動的評鑑籌備、學生會內招新活動，學生會人員掌握以及學期初之學生會幹部暨部員訓練。此外，若遇和議會的溝通事宜，秘書部亦為其重要聯絡窗口。
財務部
財務部主要負責管理學生會資產以及學生會財務之控制，透過嚴密的報帳流程對本會財務支出進行適當管制。同時透過會產租借的方式出借學生會資產予校內辦活動之社團及系學會，亦維護會內資產的使用及保養。
權益部
原名學生權益部，因校園權益議題漸趨多元化，於第十六屆更名為權益部。負責校內師生與校方行政之間的溝通管道。透過積極參與校內各級會議，能夠及時將師生的意見反應予校方參考，同時將會議的決議公布於師生。同時針對不同議題作問卷調查，作為了解政大師生對於校內環境資源設備的滿意度，進一步透過縝密的討論並提出建議，以利校方參考。定期舉辦包含校內七長暨主任秘書座談會（簡稱七長座談會），以及公民論壇權益性講座。
活動部
籌畫與學校大大小小之相關活動，舉凡校內知名的政大之夜及創意市集等。活動部致力於學生自發性的活動策畫，期許給所有有領導力、執行力的政大人，一個自我實現的空間。
學術部
專為政大人舉辦各式演講、講座以及大型論壇等，期許藉由邀請各界名人、領域專家甚或教授能為政大人帶來各多寬廣而豐富之視野，以關懷、貼近社會；加強學術知識，反饋於社會。學術部期許能從相關之活動中給予政大人更多之省思。
公關部
於第十五屆第五次常會後決議於下會期(第十六屆)轉型為常設部門。主要業務包含學生會對外形象經營及聯絡接洽，過去所舉辦的代表活動包含台政聯合耶誕舞會及各校學生會交流，提升學生會對外知名度及推廣校內學生自治的經營。

#### 獨立部門
會計單位
為本會之獨立單位，主要負責財務上帳務之製作，負責確認報帳單據、作帳、監督本會財務之確實運用，並於會計期間結束後針對決算編纂審核報告。
選舉罷免執行委員會
通常簡稱選委會，為獨立單位，依據《組織章程》、《選罷法》、《選委會組織條例》公平、公正和中立的舉辦學生會的選舉，包括每年五月的會長副會長、學生譯會議員、校務會議學生代表及研究生學會總幹事副總幹事，還有十二月的學生議會期中選舉。
選委會置委員至少3人，至多9人，其中一人為主任委員、一至二人為副主任委員，由會長提名、學生議會同意通過任命，且可以由不競選連任的學生議員兼任，但委員不得兼任會長、副會長、議長、副議長或評議委員，也不可以選舉的候選人。
編輯單位
於第十六屆開始為獨立單位，主要業務為撰寫學生會及報導學校近期重大議題，透過校內刊物《政大學聲》的編纂，旨在為政大學生發聲、揭弊。
人力資源培訓委員會
非常設性部門，為確保各部部員能夠適應其業務，人力資源培訓委員會負責籌畫一系列訓練課程，包含期初的幹部訓練、針對各類權益議題的講座、公關與贊助訓練、行政流程講習，同時建立適當的人力評鑑制度，其業務於第十五及十六屆暫由秘書部代為執行。第十八屆第二會期秘書部決議暫緩不予執行，交由各部長進行相關規劃。

### 學生議會

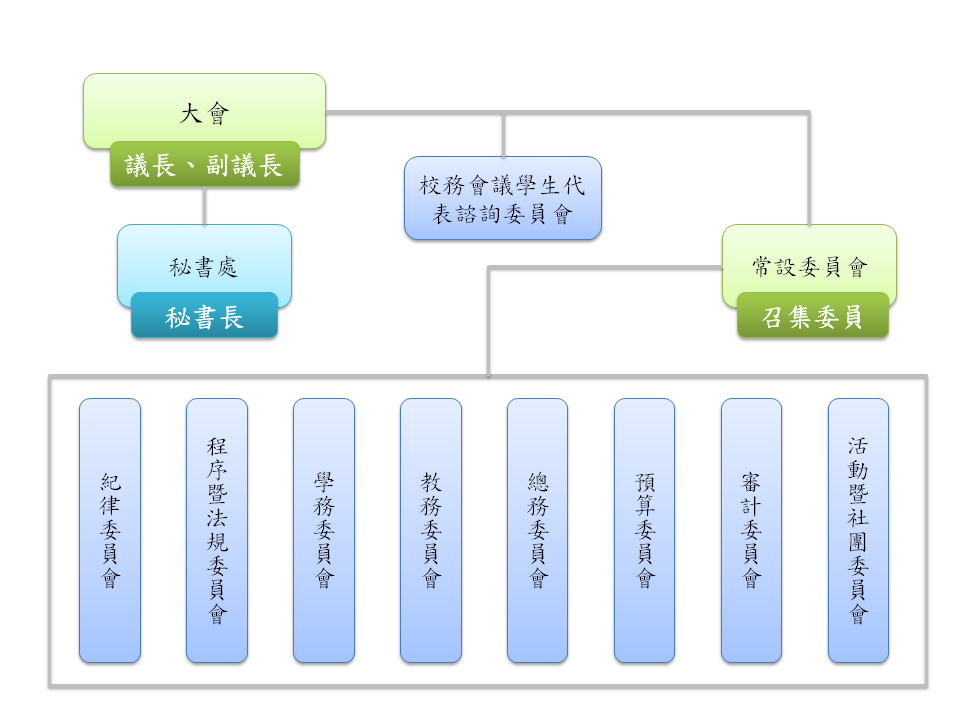
國立政治大學學生議會組織圖

根據《國立政治大學學生會學生議會組織法》（以下簡稱《議會組織法》），大會是學生議會最高決議機關，議長為主席，負責主持學生議會。
在行政方面，議會設置秘書處，是學生議會的行政組織，負責文書、聯絡發送開會通知、製作會議紀錄、編輯公告、發佈新聞、庶務等相關事務，協助議事順利進行。
現有的學生議會組織架構，大致是由前任校務會議學生代表、議長呂鴻祺在第十一屆、十二屆2年的時間擘畫、構想，並提案修正學生議會組織法後，逐漸確立的。

#### 大會
大會由所有的學生議員所組成。學生議員的成員有下列兩類：
1. 由全校單一選區選舉出的「校務會議學生代表」，任期一年，連選得連任，自動具有學生議員資格。
2. 由各院為選舉區分別選舉出的「學生議員」，任期一年，連選得連任，採交錯任期制，每次改選半數。

根據《議會組織法》，大會每個月定期召開一次常會。下設不同委員會，分別處理不同議案後向大會報告。常設的委員會包含了紀律委員會、程序暨法規委員會、校務會議學生代表諮詢委員會、學務委員會、教務委員會、總務委員會、預算委員會、審計委員會以及活動暨社團委員會。

#### 各委員會
校務會議學生代表諮詢委員會
在所有常設委員會當中，校務委員會的地位較為特殊，在《議會組織法》第九條中明訂其為學生議會附屬之諮詢機構，其當然成員包含了(1)學生會會長，(2)研究生學會總幹事，以及(3)其他選舉出的校務會議學生代表（以下簡稱校代）。這些成員將代表全校同學在政治大學校務會議中發聲，故在每次校務會議之前，會召開至少一次的校務委員會以彙整大家的意見；會後也依規定要向大會報告，以讓大家了解校務會議的情形。
紀律委員會
負責監督學生議員的出席狀況，依規定每個月要開會一次，就無故缺席、或事假共達三次的議員進行審議，並將議處的結果向大會報告，為學生議會自我敦促的組織。
程序暨法規委員會
前身為「程序委員會」及「法規委員會」，他的幾項任務包括：(1) 進行議案的審查 ，(2)排定大會的議程，目地在於使議事順利進行：首先，就提案資訊完備程度審核，避免浪費大會上所有學生議員的時間；其次，認為不適合納入審議的提案可拒絕排入議程、改列報告事項；最後，考量所有議案重要性及先後關係，排定下一次大會的議程。
為了簡化學生議會議事程序，學生會法規明訂法律案的第一讀會並不在大會上舉行、而在本委員會當中，是故通常議長協調議員分配委員會時，會以法律學系為相關背景的同學優先考量。此外，為了避免惡意杯葛預決算案、造成學生會全體會務停擺，當次會議亦修法明訂程序暨法規委員會不得拒絕將總預算案及總決算案排入議程，同時增列預算委員會、審計委員會的召集委員會本委員會當然成員，以增加代表性。
學務委員會、教務委員會、總務委員會
為對應國立政治大學學務會議、教務會議及校務會議所設立，代表學生議會參加上述各項會議，針對各會議相關事宜先進行討論，並向大會報告各委員會工作情況、以及參與各會議之情形。
預算委員會、審計委員會
預算委員會負責進行學生會總預算案的第一讀會。當學生會長將預算書送交預算委員會時，委員會就各款、科、目檢視，並質詢相關人員、審視相關文件資料，並視情況酌與刪減，最後送交大會進行第二讀會及第三讀會。審計委員會則負責進行學生會總決算案的第一讀會：在每一預算期間結束後，議會各單位先編製決算後，送交幹事會的「會計單位」（以會計長為首）。會計單位一一檢視各單位財務運用情形、工作績效、有無違法失職情形發生等事項之後，編製一份「總決算書」及「總決算審核報告書」並送交審計委員會。審計委員會或分組開會，其審查事項大致包含：(1)單據是否正確，(2)單據數額與決算數額是否相同，以及(3)本期間工作效能與資金運用是否合理。最後，審計委員會將審訂過的總決算書送交大會進行第二讀會及第三讀會，並附上審訂過之審核報告書以供大會參考。
活動考核委員會
主要任務包含學生會活動審查，以及關心社團事務、替社團爭取權益。根據法規，預算大於五萬元的單一活動要先送活動暨社團委員會審查，檢視相關文件、企劃書，之後送到大會審查，避免大型活動預算遭到濫用而致會產損失。

### 評議委員會
評議委員由學生會長提名，經學生議會同意任命之，其任期至會員資格消失為止，辭職不在此限。評議委員中，其中一人為主席，綜理會務、主持會議；副主席一人，必要時代理主席職務。主席、副主席均由會長提名，經學生議會同意任命。評議委員會之職權為：一、統一解釋本會組織章程及其他法規之疑義；二、仲裁本會各組織或人員之權利義務發生爭端之事件。評議委員不得兼任學生會其他職務。

## 相關資料
- 李仲彬等，網路投票可以提昇投票率嗎？—以政治大學學生會網路投票為例，《臺灣民主季刊》第五卷，第三期（2008年9月）：第1頁-第32頁
- 李仲彬，資訊科技與青年公共參與--政治大學學生會網路投票之初探性研究，《中國行政》78期（2007年6月）：第89頁-第146頁（页面存档备份，存于）
- 許韋婷，陳青逸（2008）。《論學生會存在之必要性-以政治大學為例》。2008青年公共參與議題研究獎助編號6-1。臺北：青年輔導委員會。

## 外部連結
- 國立政治大學學生會（页面存档备份，存于）
- 國立政治大學學生議會（页面存档备份，存于）
- 政大學生會 National Chengchi University Student Association的Facebook專頁
- 政大學生議會的Facebook專頁